# Lill-Stina på reportage i Storskogen
Lill-Stina på reportage i Storskogen, radio En gård nära Tomteskogen i Vilhelmina var SR:s och Sveriges Radio-TV:s adventskalender 1964. TV-versionen gjordes av Mona Sjöström och Thomas Funck och radioversionen leddes av Irma Essgård efter ett manus av Rolf Bergström.
Av seriens 26 avsnitt finns bara ett, det från 24 december, bevarat i Sveriges Televisions arkiv.

## Handling
Radioversionen handlar om Per och Inga, lillebror Patrik, familjen och kompisarna i Vilhelmina och deras julbestyr.
I TV hade kalendern en Aktuellt-studio för barn som utgångspunkt, och reportern Lill-Stina och programledaren Julle rapporterade om vad som hände i trollskogen.
Handlingen kretsade kring förberedelserna inför den kommande julhelgen på gården Forsberga i södra Lappland. Det berättas om vardagslivet på gården och i skolan följs barnens liv i väntan på julen medan de övar på luciasånger.
Men varje dag när en lucka har öppnats ur adventskalendern försvinner vardagen och verkligheten och figurerna bakom den öppnade luckan berättar om livet i Trollskogen.

## Medverkande
- Elisabeth Åberg − Lill-Stina
- Bobo Backman − Julle

## Papperskalender

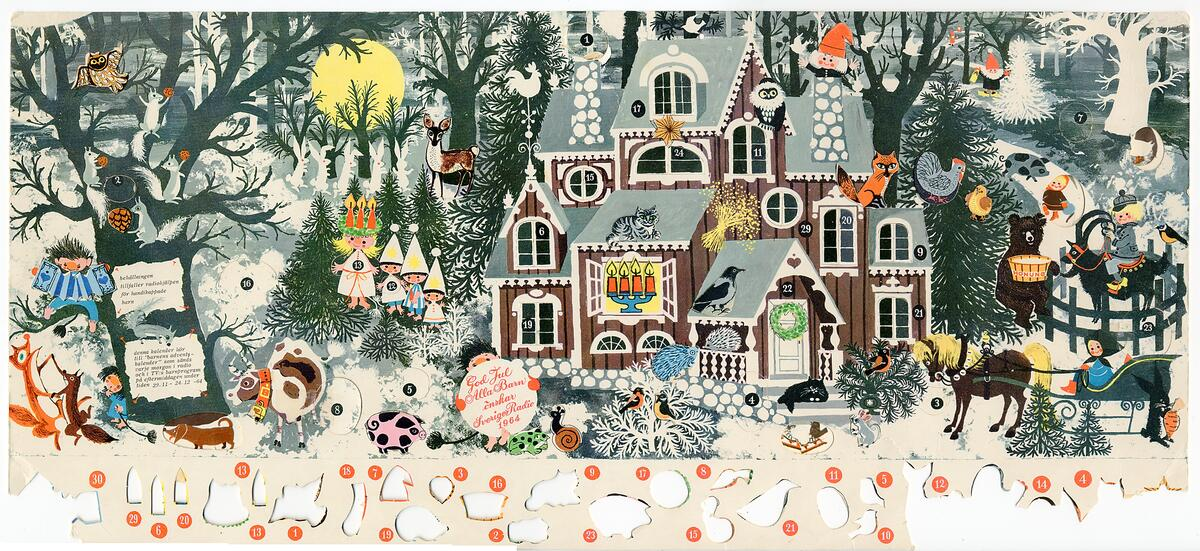
Papperskalender

Årets papperskalender ritades av Ingrid Jenssen och föreställer en stuga i Trollskogen. Några barn lussar intill stugan och nere till höger åker en vagn in bild.

### Fotnoter
1. ↑  ”Svensk mediedatabas”. http://smdb.kb.se/catalog/id/001428142. Läst 1 september 2014.
2. ↑  Jan Gradvall (1996). TV! Nedslag i Sveriges Televisions historia. Stockholm: Sveriges Radios förlag. ISBN 91-522-1780-9
3. 1 2  Stenudd, Solveig (2004). Teskedsgumman, Pettson, Pelle Svanslös och alla de andra : julkalendern i radio och TV genom tiderna (Ny, utök. version). Sveriges television (SVT). sid. 22-23. ISBN 91-975013-0-1. OCLC 186559284. https://www.worldcat.org/oclc/186559284. Läst 31 januari 2023